# Tim Cuddihy
Tim Cuddihy est né le 21 mai 1987 à Toowoomba, en Australie. C'est un athlète qui pratique le tir à l'arc. Il participe aux Jeux olympiques d'Athènes, en 2004, dans la catégorie hommes, en individuel et par équipe.
Lors du concours, il remporte ses trois matchs éliminatoires et se qualifie pour les quarts de finale où il rencontre Park Kyung-mo, de Corée du Sud, qu'il bat 112-111. En demi-finale, il affronte Hiroshi Yamamoto, le Japonais, à qui il tient tête 115-115. Les archers tirent une flèche de barrage, qui donne l'avantage de Yamamoto 10-9. Yamamoto est ensuite médaillé d'argent du concours. Cuddihy affronte Laurence Godfrey, de la Grande-Bretagne, dans le match pour la médaille de bronze, qu'il remporte 113-112.
Tim Cuddihy et l'Australie terminent 6e de l'épreuve par équipe.